# Pogorzele (powiat sztumski)
Pogorzele – mała osada w Polsce położona w województwie pomorskim, w powiecie sztumskim, w gminie Stary Dzierzgoń. Wieś wchodzi w skład sołectwa Lipiec.
W roku 1973 jako majątek Pogorzele należały do powiatu morąskiego, gmina Stary Dzierzgoń, poczta Stare Miasto. W latach 1975–1998 miejscowość administracyjnie należała do województwa elbląskiego.
Inne miejscowości o nazwie Pogorzele: Pogorzele